# Wolfgang Bauer (Sinologe)
Wolfgang Leander Bauer (* 23. Februar 1930 in Halle (Saale); † 14. Januar 1997 in München) war ein deutscher Sinologe. Er lehrte von 1966 bis 1997 als Professor für Ostasiatische Kultur- und Sprachwissenschaft an der Ludwig-Maximilians-Universität München.

## Leben
Bauer war der Sohn des Semitisten Hans Bauer und dessen Frau Eugenie (geb. Kerschbaumer). Nach dem Tod beider Eltern kamen Wolfgang Bauer und sein Bruder 1937 zu ihrem Onkel, dem Medizinprofessor Martin Müller, nach Dießen am Ammersee. Am Münchener Wilhelmsgymnasium legte er 1948 das Abitur ab.  Nach einem Studium der Sinologie, Japanologie, Mongolistik und Philosophie an der Ludwig-Maximilians-Universität München (namentlich bei Erich Haenisch, Walter Fuchs und Mirok Li), promovierte er dort 1953 mit der Arbeit Chang Liang und Ch'en P'ing, zwei Politiker aus der Gründungszeit der Han-Dynastie. 
Während seiner Zeit als wissenschaftlicher Assistent am Ostasiatischen Institut in München (1954–1960) habilitierte er sich 1959 mit der Arbeit Der chinesische Personenname: die Bildungsgesetze und hauptsächlichsten Bedeutungsinhalte von Ming, Tzu und Hsiao-Ming für das Fach „Sinologie und verwandte Gebiete“. Zunächst Privatdozent und Lehrstuhlvertreter in Frankfurt am Main, ging er 1960 als Gastprofessor an die University of Michigan in Ann Arbor. Im Herbst 1962 folgte er dem Ruf auf den neuerrichteten Lehrstuhl für Sinologie an der Universität Heidelberg, wo er das Institut für Sinologie während der ersten vier Jahre aufbaute.
Dann wurde er 1966 auf den, wiederum neu eingerichteten, zweiten sinologischen Lehrstuhl an der LMU München berufen (neben dem Lehrstuhl, den Herbert Franke innehatte). Dort war Bauer bis zu seinem Tod 1997 ordentlicher Professor für Ostasiatische Kultur- und Sprachwissenschaft und zeitweilig auch Leiter des gleichnamigen Instituts. Von 1981 bis 1983 war er zudem Dekan der Fakultät für Altertumskunde und Kulturwissenschaften. 

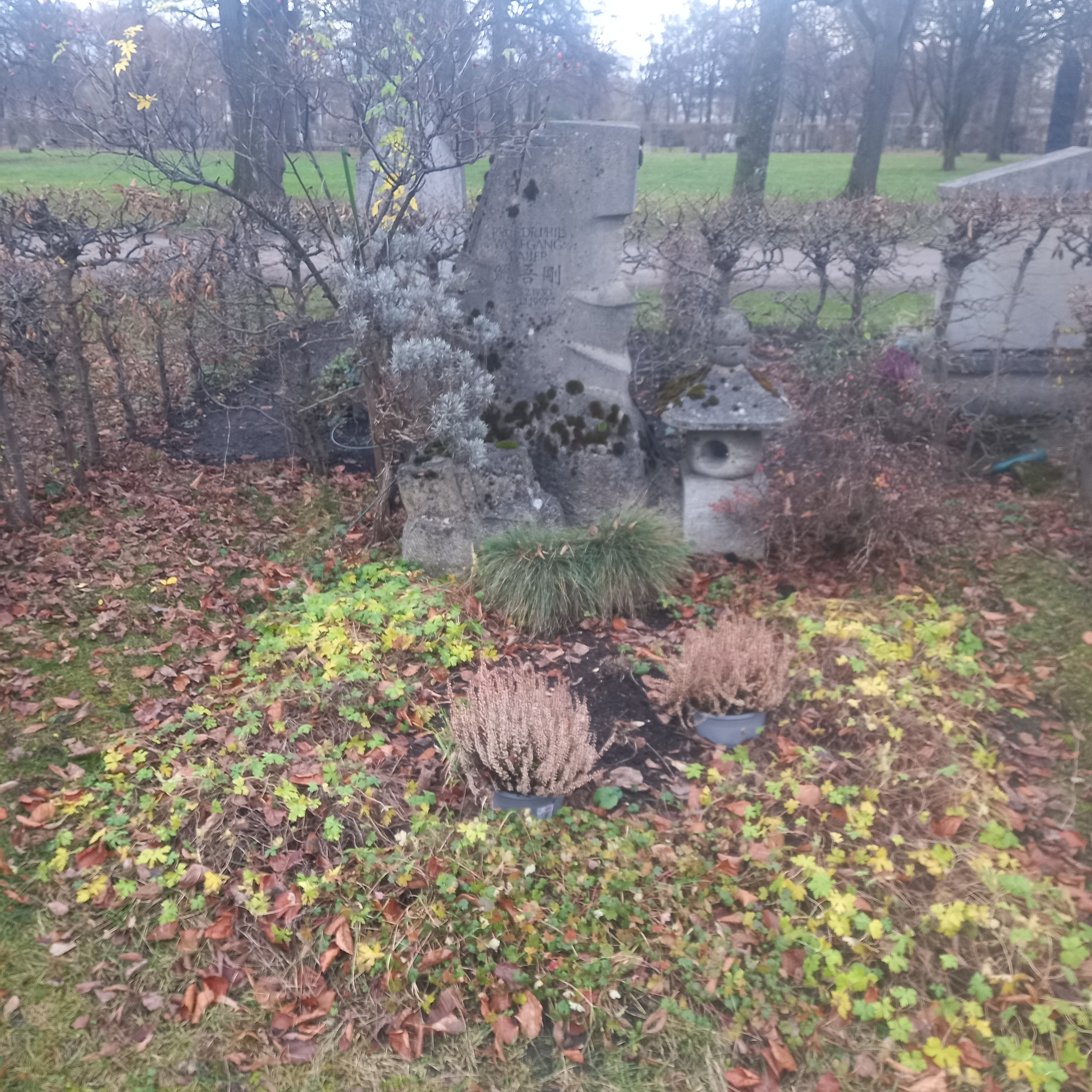
Das Grab von Wolfgang Bauer auf dem Nordfriedhof (München)

Gastprofessuren führten ihn an US-amerikanische Universitäten, darunter Harvard, Berkeley, Yale, Princeton, Columbia und Seattle, nach Australien und Japan. Seit 1985 war er ordentliches Mitglied der Bayerischen Akademie der Wissenschaften, 1991 wurde er zum korrespondierenden Mitglied der Rheinisch-Westfälischen Akademie der Wissenschaften in Düsseldorf gewählt. Kurz vor seinem Tod wurde er mit dem Bundesverdienstkreuz 1. Klasse ausgezeichnet.
Große Verbreitung fand seine Übersetzung chinesischer Novellen (Xiaoshuo) Die goldene Truhe (1959, mit Herbert Franke).

## Werke
- China und die Hoffnung auf Glück. 1971.
- Das Antlitz Chinas. 1990.
- Geschichte der chinesischen Philosophie. 2001 postum erschienen.
- Veröffentlichungen über chinesische Comics und Kriminalromane.